# Tiradentes
Joaquim José da Silva Xavier, mais conhecido como Tiradentes (Fazenda do Pombal, batizado em 12 de novembro de 1746 — Rio de Janeiro, 21 de abril de 1792), foi um dentista, tropeiro, minerador, comerciante, militar e ativista político nascido no Brasil, que atuou nas capitanias de Minas Gerais e Rio de Janeiro. 
Tiradentes é nacionalmente conhecido por liderar a conspiração separatista denominada Inconfidência Mineira, contra o domínio português. Quando a trama foi descoberta pelas autoridades, Tiradentes foi preso, julgado e enforcado publicamente. Por conta disso, desde o advento da República no Brasil, Tiradentes é considerado herói nacional: a figura de mártir foi criada pelos republicanos com a intenção de ressignificar a identidade brasileira.
O dia de sua execução, 21 de abril, é feriado nacional. É patrono cívico do Brasil, além de patrono das polícias militares e polícias civis de vários estados brasileiros. Seu nome está inscrito no Livro dos Heróis da Pátria desde 21 de abril de 1992. A cidade mineira de Tiradentes, antiga Vila de São José do Rio das Mortes, foi renomeada em sua homenagem. 

## Biografia

### Juventude

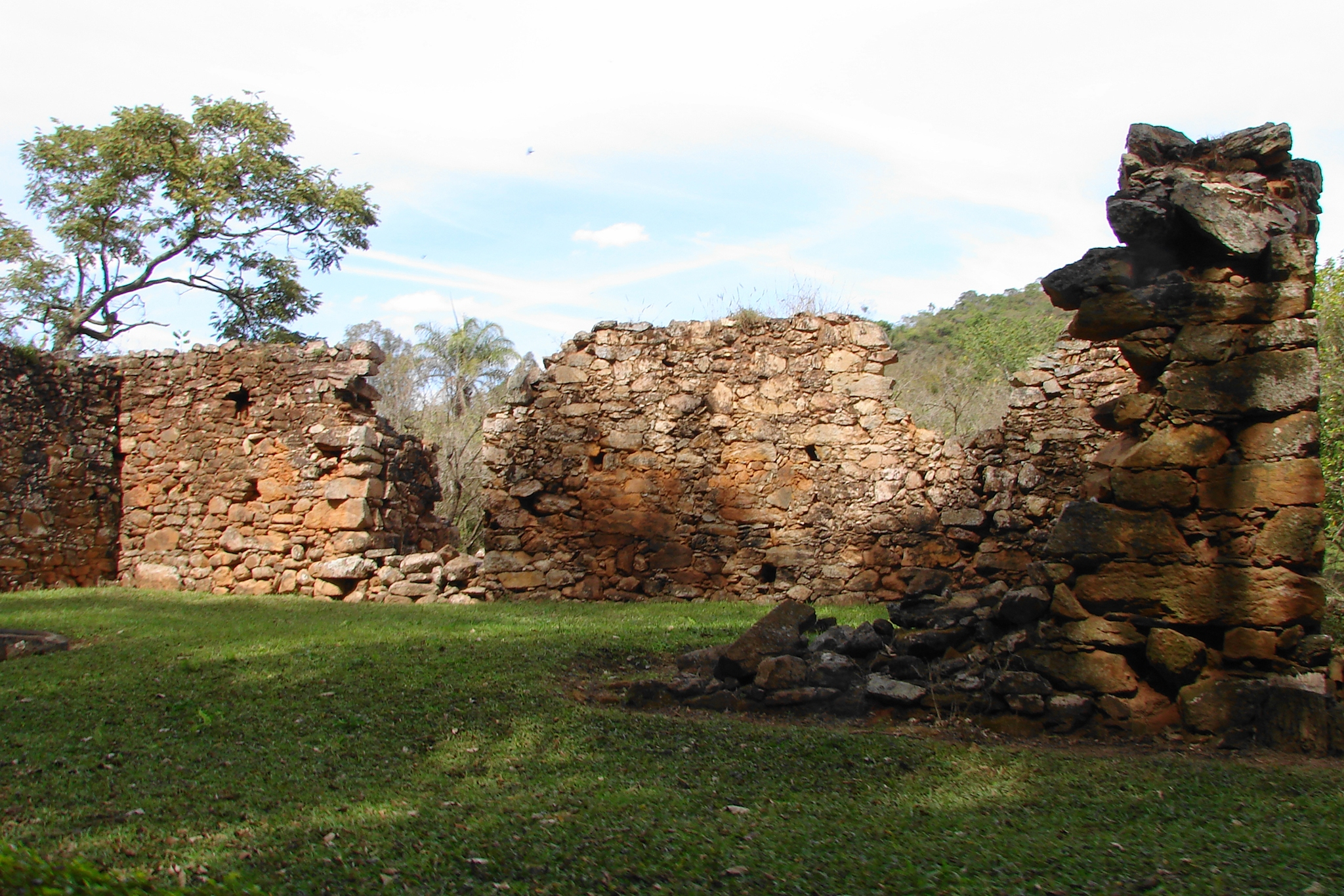
Ruínas da Fazenda do Pombal, no atual município de Ritápolis. Neste local, onde teria nascido Tiradentes e que pertencia na época à Vila de São João del-Rei, está prevista a construção de um memorial.

Tiradentes nasceu na Fazenda do Pombal, próximo ao arraial de Santa Rita do Rio Abaixo, à época território disputado entre as vilas de São João del-Rei e São José del Rei, em Minas Gerais.
Joaquim José da Silva Xavier era o quarto de sete filhos do português Domingos da Silva Santos, proprietário rural, e de Antônia da Encarnação Xavier.
Oriundo de uma família com patrimônio, não era pobre, como se constata por meio do inventário da sua mãe, aberto em 1756. Havia 35 escravos na fazenda do Pombal, onde trabalhavam também em mineração. Um alpendre dava acesso externamente a um oratório e havia senzalas e cozinhas coletivas. Foi ainda relacionada no inventário uma grande e valiosa quantidade de equipamentos para mineração.
Em 1755, após a morte de sua mãe, segue junto a seu pai e irmãos para a sede da Vila de São José; dois anos depois, já com onze anos, morre seu pai. Com a morte prematura dos pais, logo sua família perde as propriedades por dívidas. Não fez estudos regulares e ficou sob a tutela de seu tio e padrinho Sebastião Ferreira Leitão, que era cirurgião dentista. Trabalhou como mascate e minerador, tornou-se sócio de uma botica de assistência à pobreza na ponte do Rosário, em Vila Rica, e se dedicou também às práticas farmacêuticas e ao exercício da profissão de dentista, o que lhe valeu o apelido (alcunha) de Tiradentes. Segundo frei Raimundo de Penaforte, Tiradentes "ornava a boca de novos dentes, feitos por ele mesmo, que pareciam naturais". Trabalhava ocasionalmente como médico, em vista dos conhecimentos sobre plantas medicinais adquiridos com seu primo, frei José Mariano da Conceição Veloso, consagrado botânico à época.

### Vida adulta

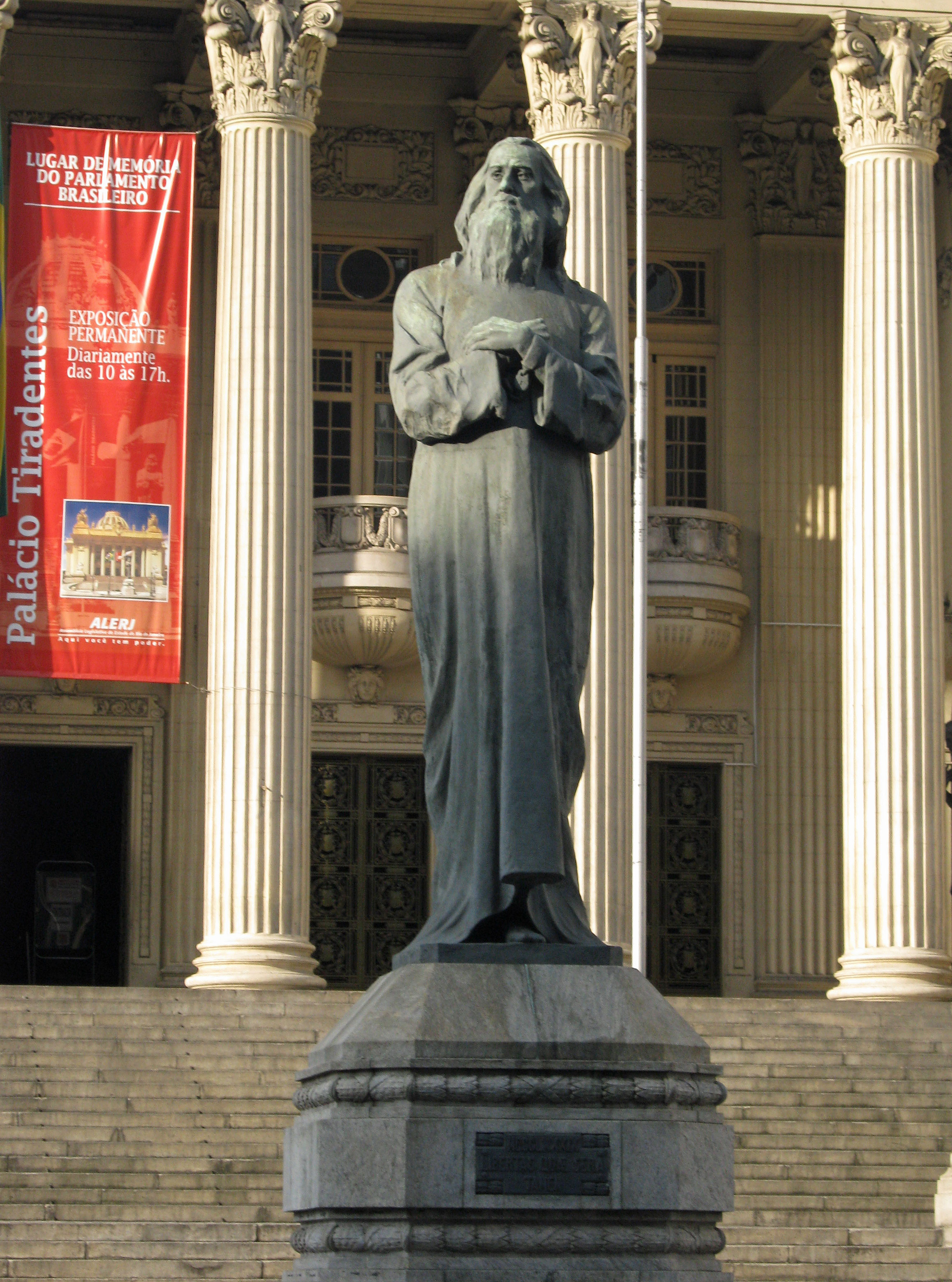
Estátua de bronze de Tiradentes, de autoria de Francisco de Andrade, localizada em frente ao Palácio Tiradentes, antiga sede da Assembleia Legislativa do Estado do Rio de Janeiro.

Com os conhecimentos que adquirira no trabalho de mineração, tornou-se técnico em reconhecimento de terrenos e na exploração dos seus recursos. Começou a trabalhar para o governo no reconhecimento e levantamento do sertão sudestino. Em 1780, alistou-se na tropa de Minas Gerais; em 1781 foi nomeado comandante do destacamento dos Dragões na patrulha do "Caminho Novo", estrada que servia como rota de escoamento da produção mineradora mineira ao porto Rio de Janeiro na Serra da Mantiqueira. Sua atuação levou à prisão de um famoso grupo de salteadores liderados pelo temido Montanha. Foi a partir desse período que Tiradentes começou a se aproximar de grupos que criticavam o domínio português sobre as capitanias por onde circulava. Insatisfeito por não conseguir promoção na carreira militar, tendo alcançado apenas o posto de alferes, patente inicial do oficialato à época, e por ter perdido a função de marechal da patrulha do Caminho Novo, pediu licença da cavalaria em 1787.
Na crônica Memórias da Rua do Ouvidor, capítulo 7, o escritor e médico fluminense Joaquim Manuel de Macedo relata que, neste mesmo ano de 1787, Tiradentes conhece uma certa "Perpétua Mineira", dona de uma casa de pasto na rua do Ouvidor, na cidade do Rio de Janeiro e apaixonam-se, mantendo um romance por pouco mais de dois anos. Em 1790, o Conde de Resende é nomeado Vice-Rei do Brasil, com a missão de acabar com a conspiração mineira. Perpétua também passou a ser espionada, sua casa de pasto foi por vezes invadida e já não se encontrava mais com Tiradentes, que já havia sido preso. Segundo a crônica, Perpétua foi vista pela última vez em 21 de abril de 1792 nas proximidades da forca onde havia sido executado seu amante.
Após a licença da cavalaria, Tiradentes morou por volta de um ano na cidade carioca. De volta às Minas Gerais, começou a falar em Vila Rica e arredores, a favor da independência daquela capitania. Fez parte de um movimento aliado a integrantes do clero e da elite mineira, como Cláudio Manuel da Costa, antigo secretário de governo, Tomás António Gonzaga, ex-ouvidor da comarca, e Inácio José de Alvarenga Peixoto, minerador e grande proprietário de terras na Comarca do Rio das Mortes. O movimento ganhou reforço ideológico com a independência das colônias estadunidenses e a formação dos Estados Unidos.

### Participação na Inconfidência Mineira

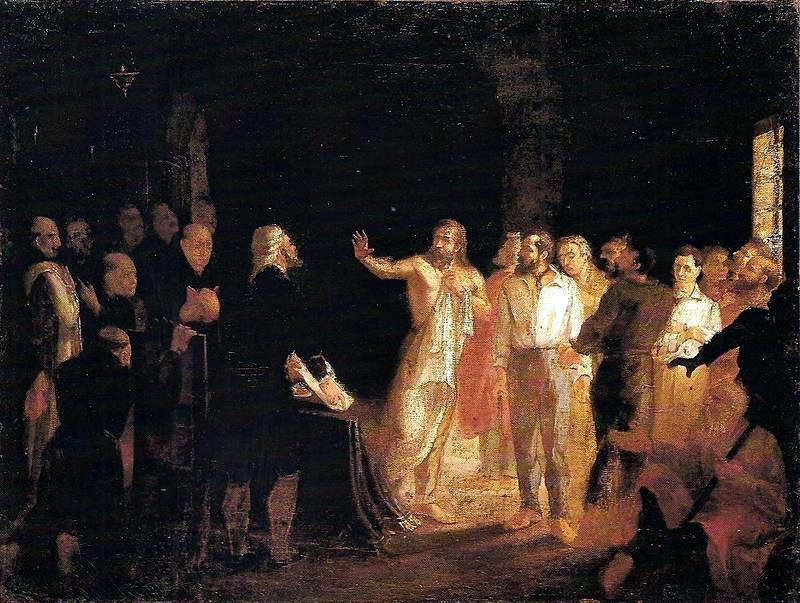
Óleo sobre tela de Leopoldino de Faria (1836-1911) retratando a Resposta de Tiradentes à comutação da pena de morte dos Inconfidentes.

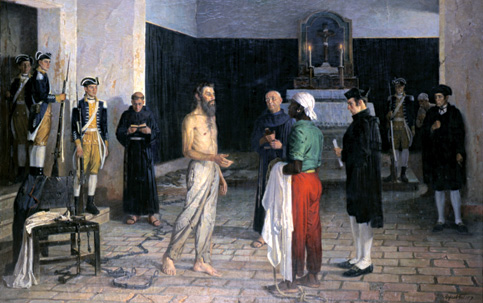
Tiradentes ante o Carrasco. Obra de Rafael Falco. 1951.

Além das influências externas, fatores mundiais e religiosos contribuíram também para a articulação da conspiração na Capitania de Minas Gerais. Com a constante queda na receita institucional, devido ao declínio da atividade mineradora, a Coroa resolveu, em 1789, a aplicar o mecanismo da Derrama, para garantir que as receitas oriundas do Quinto, imposto português que reservava um quinto (1/5) de todo minério extraído no Reino de Portugal e seus domínios. A partir da nomeação de Luís da Cunha Meneses como governador da capitania, em 1783, ocorreu a marginalização de parte da elite local em detrimento de seu grupo de amigos. O sentimento de revolta atingiu o máximo com a decretação da derrama, uma medida administrativa que permitia a cobrança forçada de impostos, mesmo que preciso fosse prender o cobrado, a ser executada pelo novo governador da Capitania, Luís Antônio Furtado de Mendonça, 6.º Visconde de Barbacena (futuro Conde de Barbacena), o que afetou especialmente as elites mineiras. Isso se fez necessário para se saldar a dívida mineira acumulada, desde 1762, do quinto, que à altura somava 768 arrobas de ouro em impostos atrasados.
Ameaçada de uma derrama violenta, os inconfidentes, entre eles, o tenente-coronel Francisco de Paula Freire de Andrade, os poetas Cláudio Manuel da Costa, Tomás António Gonzaga e Alvarenga Peixoto e Joaquim José da Silva Xavier, o Tiradentes, marcaram um levante para a ocasião da derrama de 1789. Porém, antes que a conspiração se transformasse em revolução, em 15 de março de 1789 foi delatada aos portugueses por Joaquim Silvério dos Reis, coronel, Basílio de Brito Malheiro do Lago, tenente-coronel, e Inácio Correia Pamplona, luso-açoriano, em troca do perdão de suas dívidas com a Real Fazenda. Anos depois, por ordem do novo oficial de milícia Ernesto Gonçalves, planejou o assassinato de Joaquim Silvério dos Reis. Entrementes, em 14 de março, o Visconde de Barbacena já havia suspendido a derrama, o que esvaziara por completo o movimento. Ao tomar conhecimento da conspiração, Barbacena enviou Silvério dos Reis ao Rio para apresentar-se ao vice-rei, que imediatamente abriu uma investigação (devassa), no dia 7 de maio. Avisado, o alferes Tiradentes, que estava em viagem licenciada ao Rio de Janeiro escondeu-se no sótão da casa de Domingo Fernandes da Cruz, amigo da tia de Alvarenga Peixoto, dona Inácia. Desejando saber "em que termos vão as coisas", pediu ao padre Inácio de Lima, sobrinho de dona Inácia, para que procurasse por Silvério dos Reis: "amigo". No dia 9 de maio, Silvério dos Reis contou ao vice-rei que sabia quem conhecia o paradeiro de Tiradentes. No dia seguinte, o Padre Inácio foi apresentado ao Palácio e ameaçado para entregar a localidade do alferes.
Tiradentes teve a casa cercada ainda no dia 10 por soldados originais da cidade de Estremoz. Escondeu-se atrás das cortinas da cama, segurando um bacamarte carregado, cedido por Matias Sanches Brandão, e mantendo duas pistolas por perto, cedidas por Francisco Xavier Machado. Quando os soldados invadiram o quarto, Tiradentes entregou-se. Talvez ainda houvesse chance para a revolução, mesmo sem ele.

### Julgamento e sentença

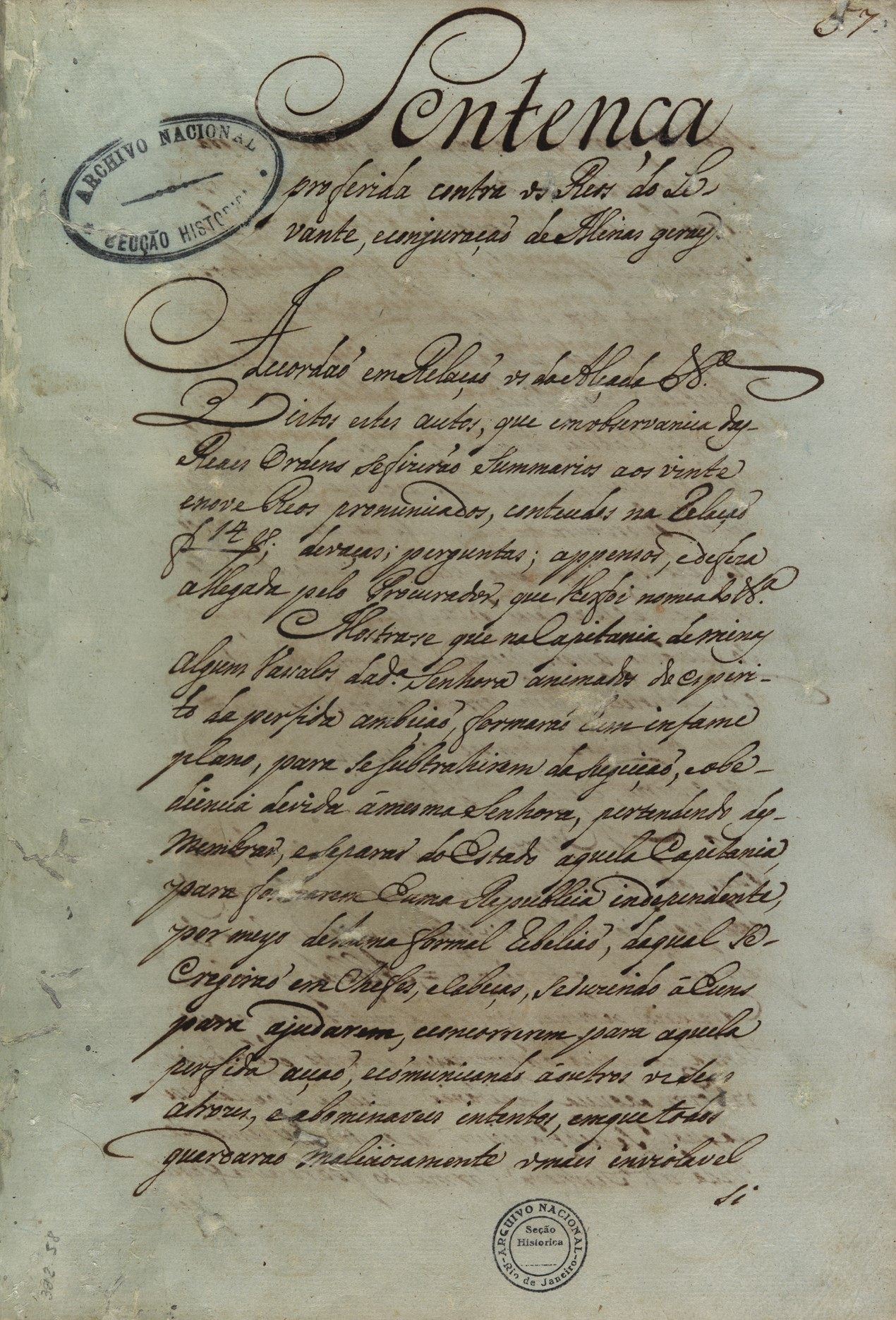
Sentença proferida contra os réus do levante e conjuração de Minas Gerais, 1792. Arquivo Nacional.

Presos, todos os inconfidentes aguardaram durante três anos pela finalização do processo. Alguns foram condenados à morte e outros ao degredo; algumas horas depois, por carta de clemência de D. Maria I, todas as sentenças foram alteradas para degredo, à exceção apenas para Tiradentes, que continuou condenado à pena capital, porém não por morte cruel como previam as Ordenações do Reino: Tiradentes foi enforcado.
Os réus foram sentenciados pelo crime de lesa-majestade, definida, pelas Ordenações Afonsinas e as Ordenações Filipinas, como traição contra o rei. Tiradentes foi o único conspirador punido com a morte por ser o inconfidente de posição social mais baixa, haja vista que todos os outros ou eram mais ricos, ou detinham patente militar superior.

#### Execução

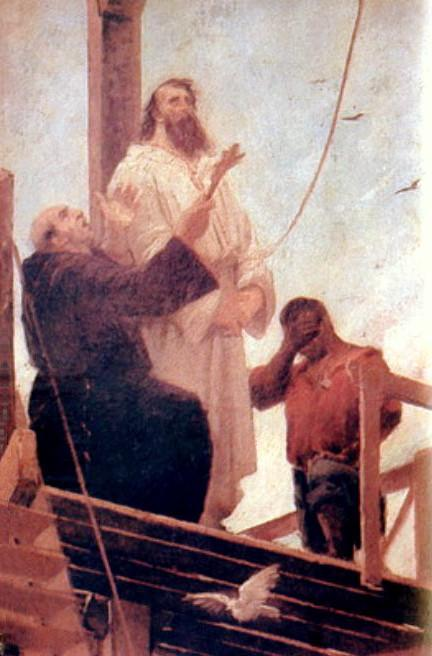
Martírio de Tiradentes, óleo sobre tela de Francisco Aurélio de Figueiredo e Melo (1854 — 1916).

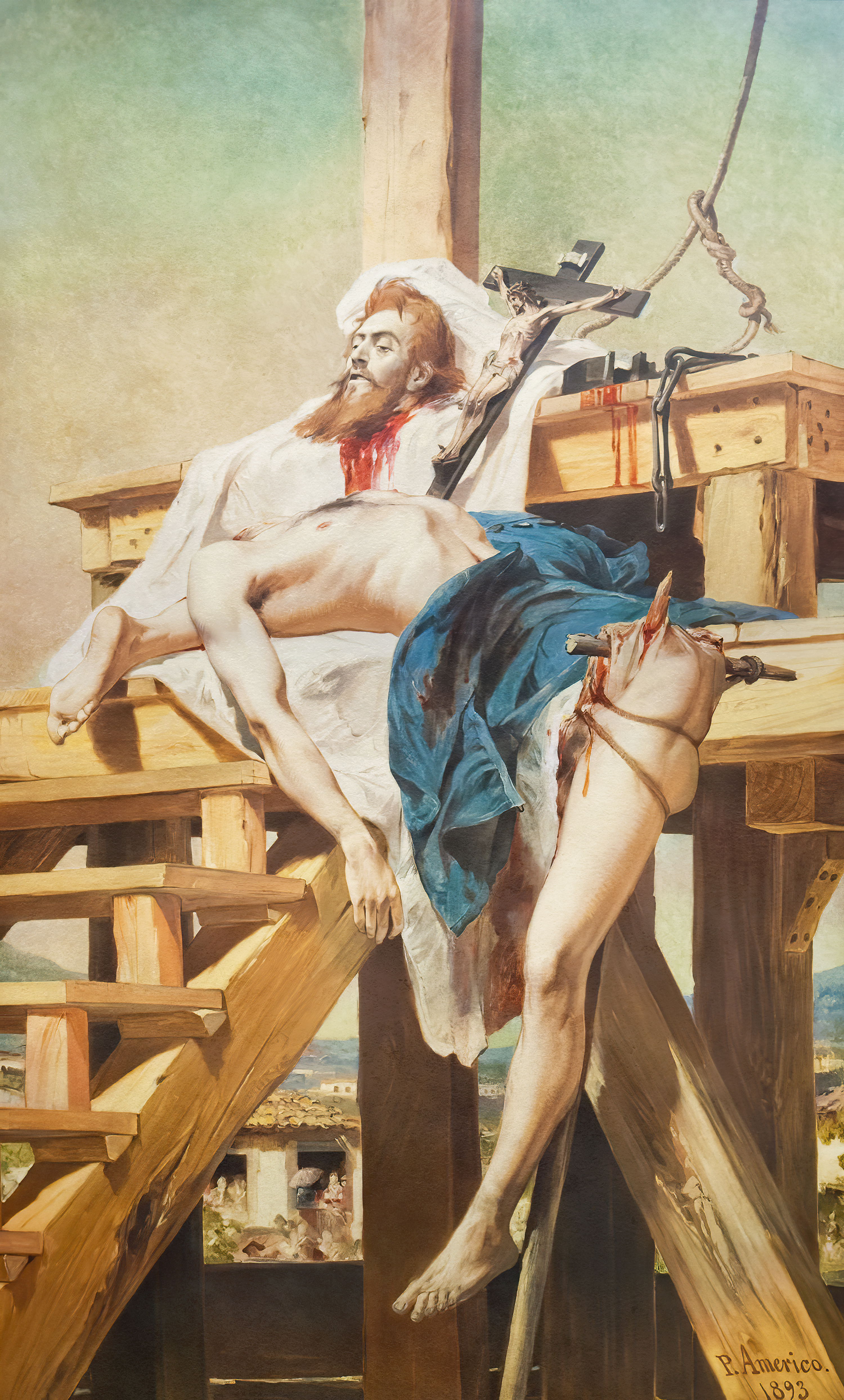
Tiradentes Esquartejado, obra de Pedro Américo (1893; Museu Mariano Procópio).

E assim, numa manhã de sábado, 21 de abril de 1792, Tiradentes percorreu em procissão as ruas do centro da cidade do Rio de Janeiro, no trajeto entre a cadeia pública e onde fora armado o patíbulo. O governo geral tratou de transformar aquela numa demonstração de força da coroa portuguesa, fazendo verdadeira encenação. A leitura da sentença estendeu-se por dezoito horas, após a qual houve discursos de aclamação à rainha, e o cortejo munido de verdadeira fanfarra e composta por toda a tropa local. Boris Fausto aponta essa como uma das possíveis causas para a preservação da memória de Tiradentes, argumentando que todo esse espetáculo acabou por despertar a ira da população que presenciou o evento, quando a intenção era, ao contrário, intimidar a população para que não houvesse novas revoltas.
Executado e esquartejado, com seu sangue se lavrou a certidão de que estava cumprida a sentença, tendo sido declarados infames a sua memória e os seus descendentes. Sua cabeça foi erguida em um poste em Vila Rica, tendo sido rapidamente cooptada e nunca mais localizada; os demais restos mortais foram distribuídos ao longo do Caminho Novo: Santana de Cebolas (atual Inconfidência, distrito de Paraíba do Sul), Varginha do Lourenço, Barbacena e Queluz (antiga Carijós, atual Conselheiro Lafaiete), lugares onde fizera seus discursos revolucionários. Arrasaram a casa em que morava, jogando-se sal ao terreno para que nada lá germinasse.
JUSTIÇA que a Rainha Nossa Senhora manda fazer a este infame Réu Joaquim José da Silva Xavier pelo horroroso crime de rebelião e alta traição de que se constituiu chefe, e cabeça na Capitania de Minas Gerais, com a mais escandalosa temeridade contra a Real Soberana e Suprema Autoridade da mesma Senhora, que Deus guarde.

MANDA que com baraço e pregão seja levado pelas ruas públicas desta Cidade ao lugar da forca e nela morra morte natural para sempre e que separada a cabeça do corpo seja levada a Vila Rica, donde será conservada em poste alto junto ao lugar da sua habitação, até que o tempo a consuma; que seu corpo seja dividido em quartos e pregados em iguais postes pela estrada de Minas nos lugares mais públicos, principalmente no da Varginha e Sebollas; que a casa da sua habitação seja arrasada, e salgada e no meio de suas ruínas levantado um padrão em que se conserve para a posteridade a memória de tão abominável Réu, e delito e que ficando infame para seus filhos, e netos lhe sejam confiscados seus bens para a Coroa e Câmara Real. Rio de Janeiro, 21 de abril de 1792, Eu, o desembargador Francisco Luiz Álvares da Rocha, Escrivão da Comissão que o escrevi. Sebão. Xer. de Vaslos. Cout.º— Sentença proferida contra o réu Joaquim José da Silva Xavier

## Descendentes

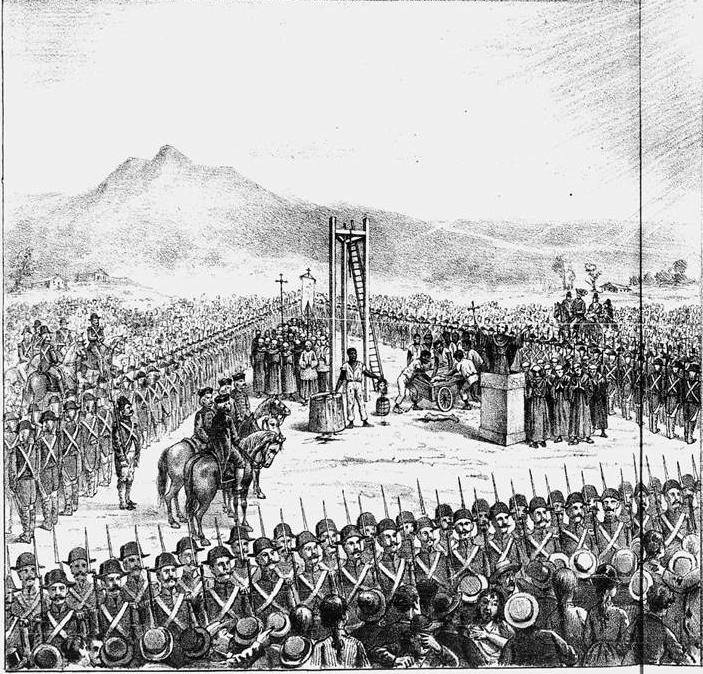
Execução de Joaquim José da Silva Xavier, o Tiradentes, no dia 21 de abril de 1792 (Reconstrução histórica feita sob apontamentos do Barão Homem de Mello, publicada na Revista Illustrada).

A questão da descendência de Tiradentes é controversa diante das poucas provas documentais existentes. Tiradentes nunca se casou. Teve um caso com Antônia Maria do Espírito Santo, a quem prometeu casamento. Constam autos do processo de Antónia Maria descobertos no Arquivo Público Mineiro que a mesma pediu a posse de um escravo que Tiradentes lhe havia dado e havia sido confiscado após sua morte. Tiradentes também teria querido casar-se com uma moça de nome Maria, oriunda de São João del-Rei, filha de abastados portugueses que se opuseram à união.
Sem nenhum registro comprovando por via de documentação, Tiradentes "poderia" ter tido com Eugênia Joaquina da Silva dois filhos, Eugênia Maria e João de Almeida Beltrão, que teriam sido adotados por Luís de Almeida Beltrão. Atualmente, muitos moradores de Minas Gerais reivindicam ser descendentes dos possíveis filhos do alferes. O seu apelido, Tiradentes, virou sobrenome para muitos deles.
Para escapar das perseguições da coroa e da população, um destes supostos netos trocou seu sobrenome para Zica, dos quais alguns descendentes recebem pensões.
Viveu em Uberaba, uma neta de Tiradentes, nascida em março de 1819, Carolina Augusta Cesarina, falecida, com 86 anos de idade, em 30 de setembro de 1905, em Uberaba.
O país vivia ainda sob a ditadura militar quando um decreto-lei criou a pensão de dois salários mínimos para Pedro de Almeida Beltrão Júnior, Maria Custódia dos Santos e Zoé Cândida dos Santos. O regime tentava criar um ambiente de ufanismo e estimulava o culto aos heróis da pátria, como o líder da Inconfidência Mineira.
Em plena redemocratização, o Congresso aprovou e o então presidente José Sarney sancionou, em 1985, uma lei que estendia o benefício a José Pedro Tiradentes, um mineiro que adotou o apelido do trisavô como sobrenome. A lei nº 7 705, de 21 de dezembro de 1988, concedeu pensão especial a mais três trinetos de Tiradentes: Jacira Braga de Oliveira, Rosa Braga e Belchior Beltrão Zica. Além destes, também foi concedida à sua tetraneta Lúcia de Oliveira Menezes, por meio da Lei federal 9 255, de 3 de janeiro de 1996, uma pensão especial no valor de R$ 200,00. A tetraneta diz ter cerca de duzentos parentes da mesma geração. Em tese, todos poderiam pedir o benefício à Justiça.

## Impacto cultural

### Uso historiográfico

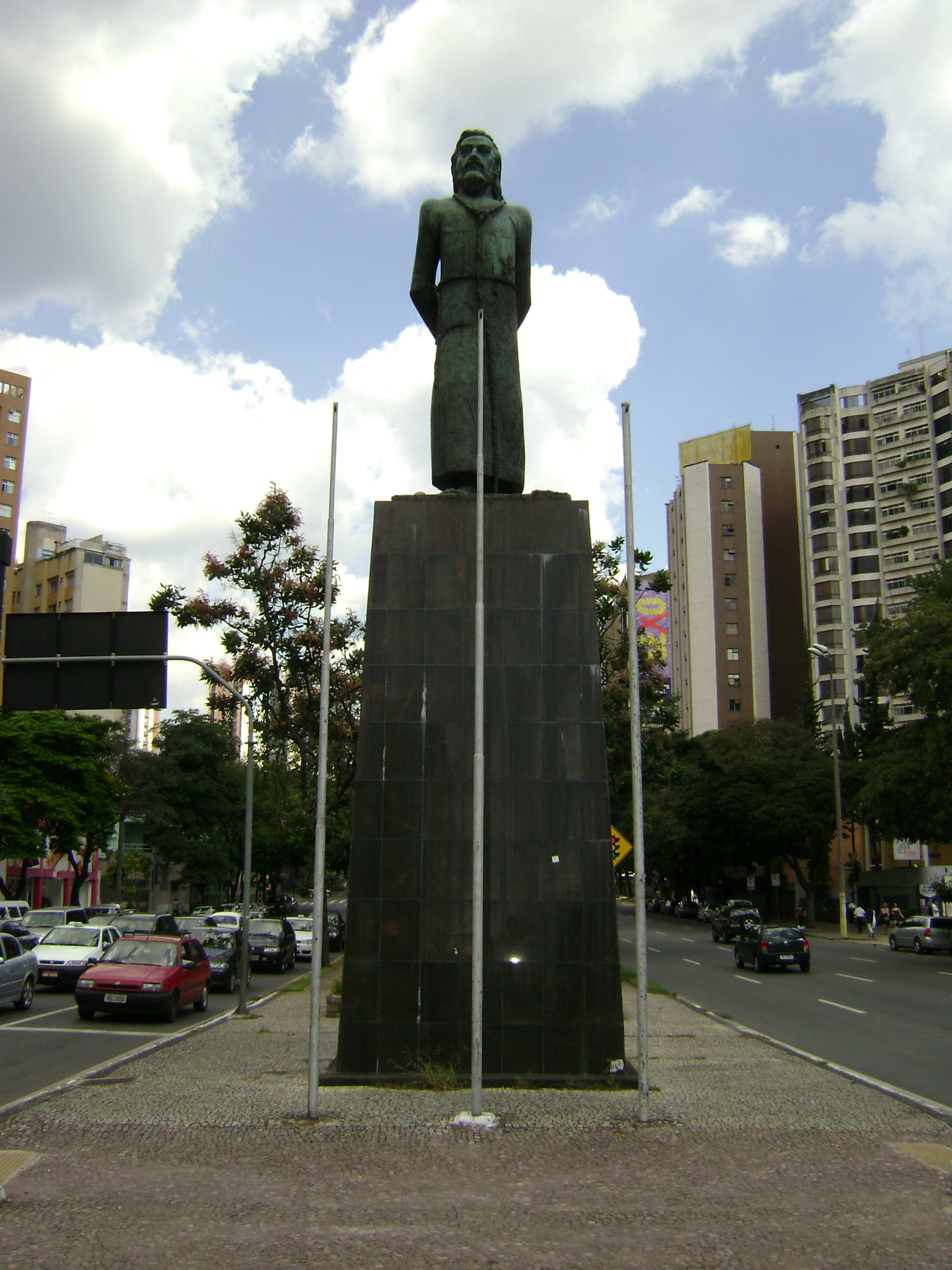
Estátua mostrando Tiradentes a ser enforcado, na Praça Tiradentes, em Belo Horizonte.

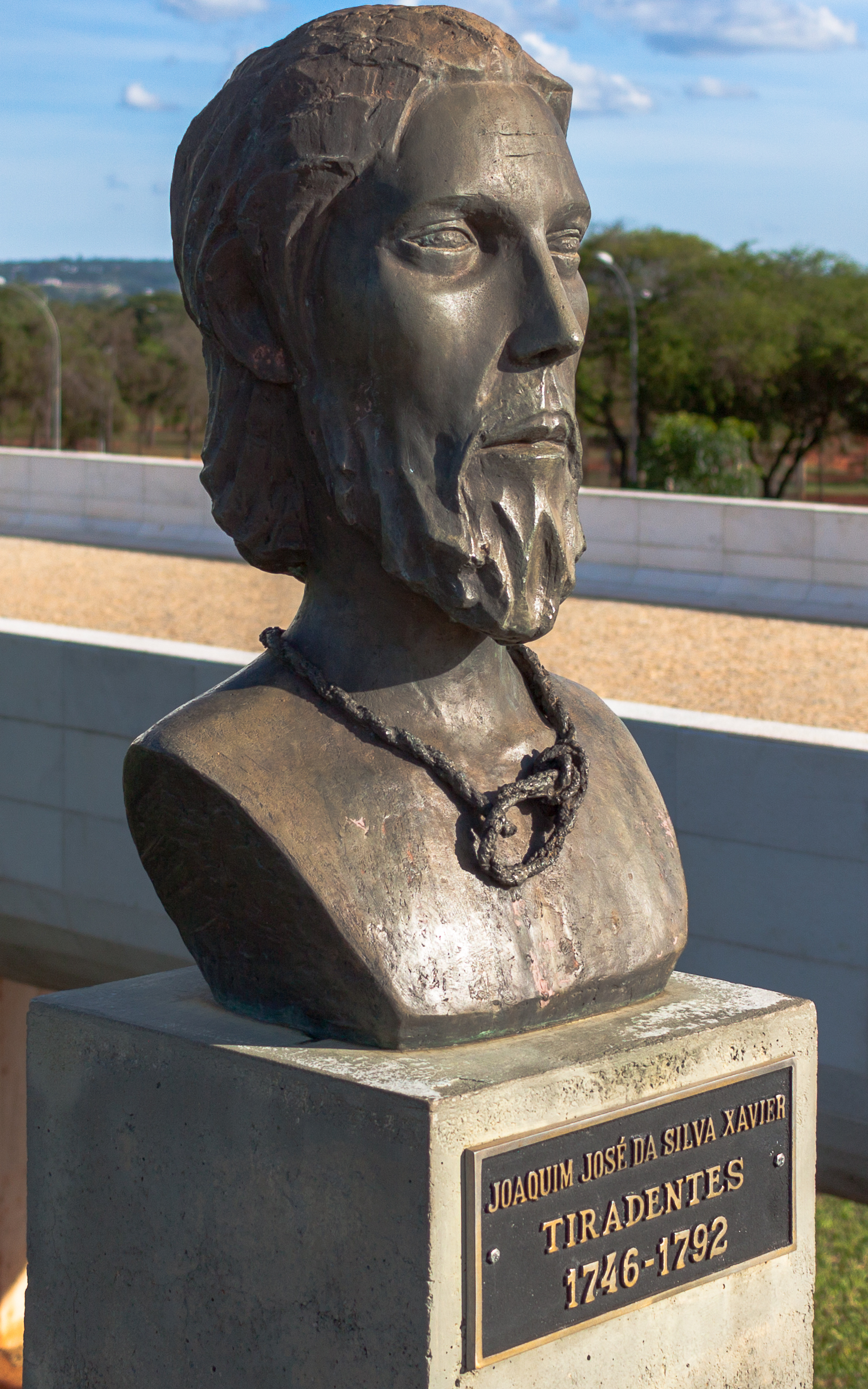
Herma de Tiradentes, em bronze, se encontra à esquerda da rampa de acesso ao Panteão da Pátria em Brasília.

Tiradentes permaneceu, após a Independência do Brasil, relativamente obscuro, pois o país continuou sendo uma monarquia regida pela Casa de Bragança, e os dois monarcas, Pedro I e Pedro II, eram descendentes de Maria I, contra a qual Tiradentes conspirara e que havia assinado sua sentença de morte. Além disso, Tiradentes era republicano. O "Código Criminal do Império do Brasil", sancionado em 16 de dezembro de 1830, também previa penas graves para quem conspirasse contra o imperador e contra a monarquia:
Art. 87. Tentar diretamente, e por fatos, destronizar o Imperador; privá-lo em todo, ou em parte da sua autoridade constitucional; ou alterar a ordem legítima da sucessão. Penas de prisão com trabalho por cinco a quinze anos. Se o crime se consumar: Penas de prisão perpétua com trabalho no grau máximo; prisão com trabalho por vinte anos no médio; e por dez anos no mínimo.— Código Criminal de 1830
Foi a república – ou, mais precisamente, os ideólogos positivistas que presidiram sua fundação – que buscaram na figura de Tiradentes uma personificação da identidade republicana do Brasil, mitificando a sua biografia. Daí a sua iconografia tradicional, de barba e camisolão, à beira do cadafalso, vagamente assemelhada a Jesus Cristo e, obviamente, desprovida de verossimilhança. Como militar, o máximo que Tiradentes poder-se-ia permitir era um discreto bigode. Na prisão, onde passou os últimos três anos de sua vida, os detentos eram obrigados a raspar barba e cabelo a fim de evitar piolhos. Segundo o jornalista Pedro Doria, relatos da época declaravam que Tiradentes era "um homem alto, grisalho, a barba benfeita, bigodes bem-aparado", e o barbudo semelhante a Cristo só surgiu no século XX. Em 21 de abril de 1890 houve a primeira grande festa oficial em homenagem a Tiradentes, idealizada e realizada pelo governo republicano, então recém-empossado. O marechal Deodoro da Fonseca presidiu a solenidade, sendo o orador do evento Silva Jardim. Antes mesmo dessa data os republicanos criaram o Clube Tiradentes, em 1882, cultuando seu herói todo dia 21 de abril. A comemoração da data foi suprimida e restabelecida por diversas vezes durante o século XX e mobilizou grupos políticos, intelectuais e a opinião pública em vários debates. Em 1930, o feriado chegou a ser extinto por Getúlio Vargas, porém o feriado retornou ao calendário já em 1933, após pressão de grupos políticos que consideravam necessário a sua comemoração como forma de valorização da memória do país.

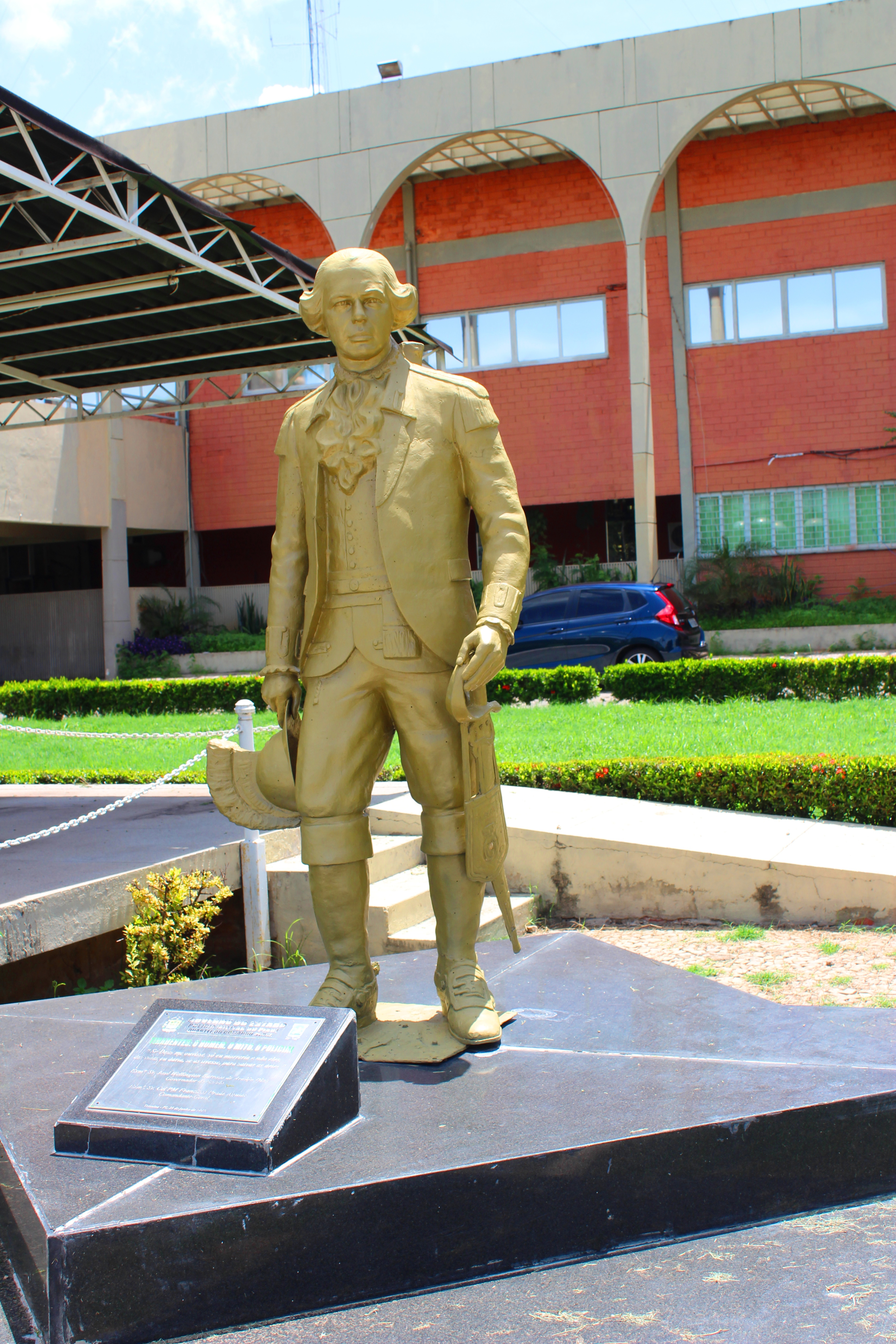
Estátua de Tiradentes no Quartel do Comando Geral da Polícia Militar do Estado do Piauí.

Em 1953 a escritora Cecília Meireles imortalizou o sonho de liberdade dos inconfidentes na obra literária Romanceiro da Inconfidência. A popularidade e uso da imagem de Tiradentes foi reforçada em 1960, quando o presidente Juscelino Kubitschek oficializou a cerimônia do dia 21 de abril que ocorre todos os anos em Ouro Preto. E em 1965 o então presidente e marechal Castelo Branco, durante seu governo no regime militar brasileiro tornou o dia 21 de abril além de uma data nacional um feriado comemorado no mesmo dia da morte de Tiradentes pela Lei Nº 4 897, de 9 de dezembro de 1965. Também o nome do movimento, "Inconfidência Mineira", e de seus participantes, os "inconfidentes", foi cunhado posteriormente, denotando o caráter negativo da sublevação – inconfidente é aquele que trai a confiança.
Outra versão diz que por inconfidência era termo usado na legislação portuguesa na época colonial e que "entendia-se por inconfidência a quebra da fidelidade devida ao rei, envolvendo, principalmente, os crimes de traição e conspiração contra a Coroa", e, que para julgar estes crimes eram criadas "juntas de inconfidência".
Historiadores como Francisco de Assis Cintra e o brasilianista Kenneth Maxwell procuram diminuir a importância de Tiradentes, enquanto autores mineiros como Oilian José e Waldemar de Almeida Barbosa procuram ressaltar a sua importância histórica e seus feitos, baseando-se, especialmente, em documentos no Arquivo Público Mineiro.
Atualmente, onde se encontrava sua prisão, funcionou a Câmara dos Deputados na chamada Cadeia Velha, que foi demolida e no local foi erguido o Palácio Tiradentes que funcionava como Câmara dos Deputados até a transferência da capital federal para Brasília. No local onde foi enforcado ora se encontra a Praça Tiradentes e onde sua cabeça foi exposta fundou-se outra Praça Tiradentes. Em Ouro Preto, na antiga cadeia, hoje há o Museu da Inconfidência.

### Feriado

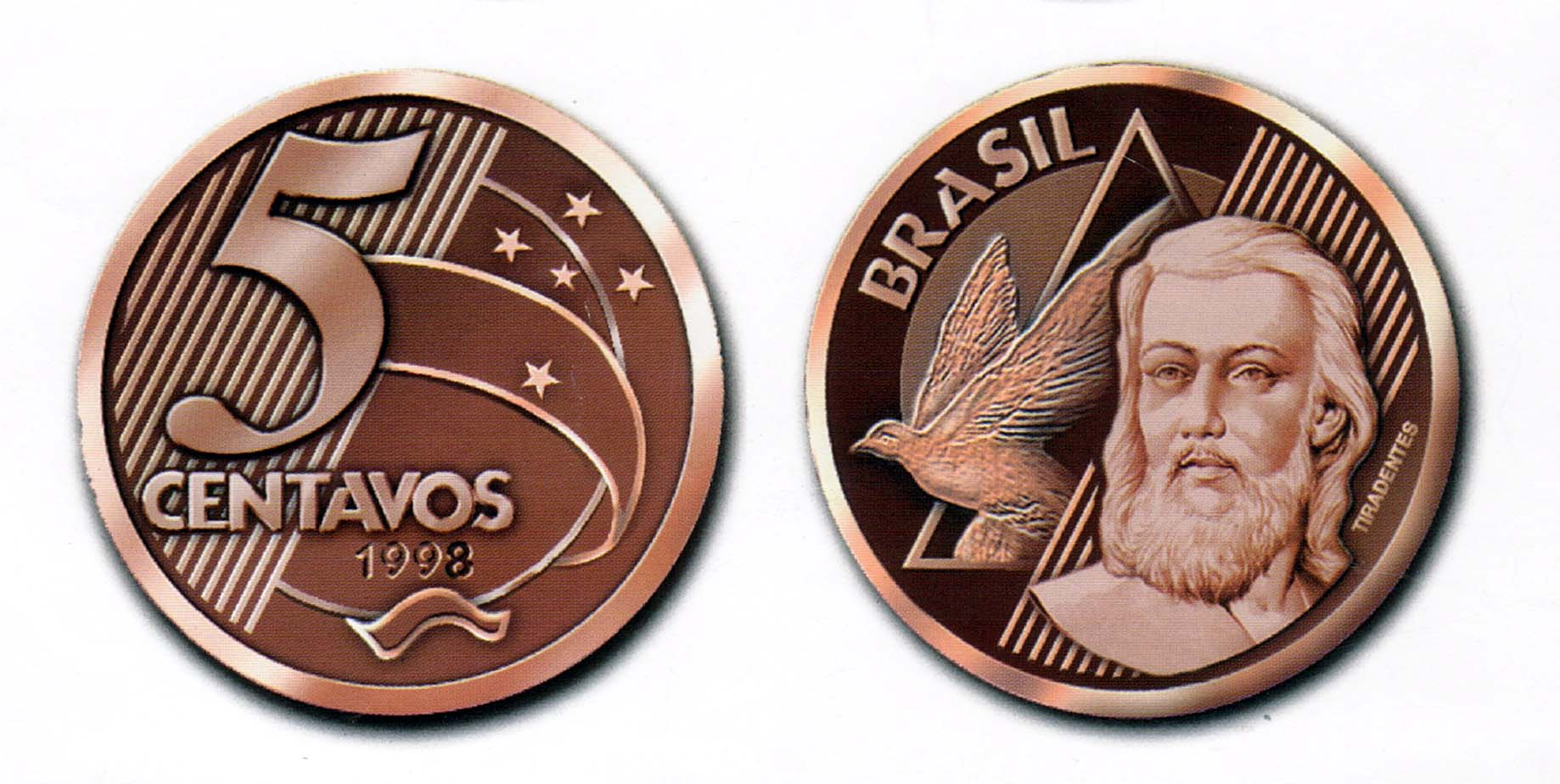
Efígie na moeda de 5 centavos da segunda família do Real.

Tiradentes é considerado atualmente Patrono Cívico do Brasil, sendo a data de sua morte, 21 de abril, feriado nacional. Seu nome consta no Livro de Aço do Panteão da Pátria e da Liberdade, sendo considerado Herói Nacional.
Em 1965, durante a primeira fase do regime militar no Brasil, o marechal Castelo Branco, então presidente da República, durante seu governo na Ditadura militar Brasileira, para reforçar essa imagem de Tiradentes, foi sancionando a Lei Nº 4 897, de 9 de dezembro, que instituía o dia 21 de abril como feriado nacional e Tiradentes como, oficialmente, Patrono da Nação Brasileira.

### Carnaval
Tiradentes recebeu grande homenagem popular do G.R.E.S. Império Serrano, que desfilou em 1949 entoando o samba Exaltação a Tiradentes, cujos autores são Mano Décio, Estanislau Silva e Penteado.
Em 2008, a escola Unidos do Viradouro, com o tema "É de arrepiar", desfilou no carro de número 5 – "execução da liberdade" – o destaque com o carnavalesco Paulo Barros fantasiado de Tiradentes.

### Representações no audiovisual

#### Cinema
- 1948 – Inconfidência Mineira, de Carmen Santos (ator: Rodolfo Mayer)
- 1966 – Cristo de Lama, de Wilson Silva (ator: Waldir Maia)
- 1972 – Os Inconfidentes, de Joaquim Pedro de Andrade (ator: José Wilker)
- 1976 – Tiradentes, o Mártir da Independência, de Geraldo Vietri (ator: Adriano Reys)
- 1999 – Tiradentes, de Oswaldo Caldeira (ator: Humberto Martins)
- 2017 – Joaquim, de Marcelo Gomes (ator: Julio Machado)

#### Televisão
- 1969 – Dez Vidas, telenovela de Ivani Ribeiro, TV Excelsior (ator: Carlos Zara)
- 1976 – Saramandaia, telenovela de Dias Gomes, Rede Globo (ator: Francisco Cuoco — aparição especial).
- 2016 – Liberdade, Liberdade, telenovela de Mário Teixeira e Márcia Prates, Rede Globo (ator: Thiago Lacerda)[37]